# Geisa
Geisa – miasto w Niemczech, w kraju związkowym Turyngia, w powiecie Wartburg. Leży w górach Rhön, ok. 26 km na północny wschód od Fuldy.
Miasto pełni funkcję "gminy realizującej" (niem. "erfüllende Gemeinde") dla trzech gmin wiejskich: Buttlar, Gerstengrund oraz Schleid.

## Współpraca
Miejscowość partnerska::
- Hünfeld, Hesja